# Marlota
Se llama marlota a un tipo de vestidura que utilizaban las personas musulmanas de la península ibérica. 
Consistía en un sayo baquero ajustado de poco vuelo o ninguno, tan solo el que le daba el acolchado de algodón o de borra de seda de que iba embutida. Constaba de mangas ajustadas y largas. Podía ir abotonada de arriba abajo y se ceñía a la cintura con cintos o cordones de diversos gruesos y materiales. 
La marlota fue prohibida por la Pragmática Sanción de 1567.